# Rabenkuppe
Die Rabenkuppe im Werra-Meißner-Kreis in Nordhessen ist mit 514,8 m ü. NHN der höchste Berg der Hochebene Ringgau.

## Geographische Lage
Die Rabenkuppe befindet sich im Nordteil des Ringgaus zwischen den Ortschaften Weißenborn im Nordosten und Netra im Süden, und die Kreisstadt Eschwege liegt etwa 8 km (Luftlinie) in nordwestlicher Richtung. Westlich des Bergs entspringt der kleine Werra-Zufluss Weißenborner Bach.

## Natur
Die Rabenkuppe ist der westlichste und höchste Punkt des Bergplateaus der Graburg, den östlichen Abschluss bildet die Schäfersburg (ca. 480 m Höhe). Nach Norden fällt der Ringgau mit einer steilen Abbruchkante zum Schlierbachswald ab.
Zahlreiche Wanderwege führen über das Berggebiet, unter anderem zur Erika-Hütte und zu verschiedenen Aussichtspunkten.

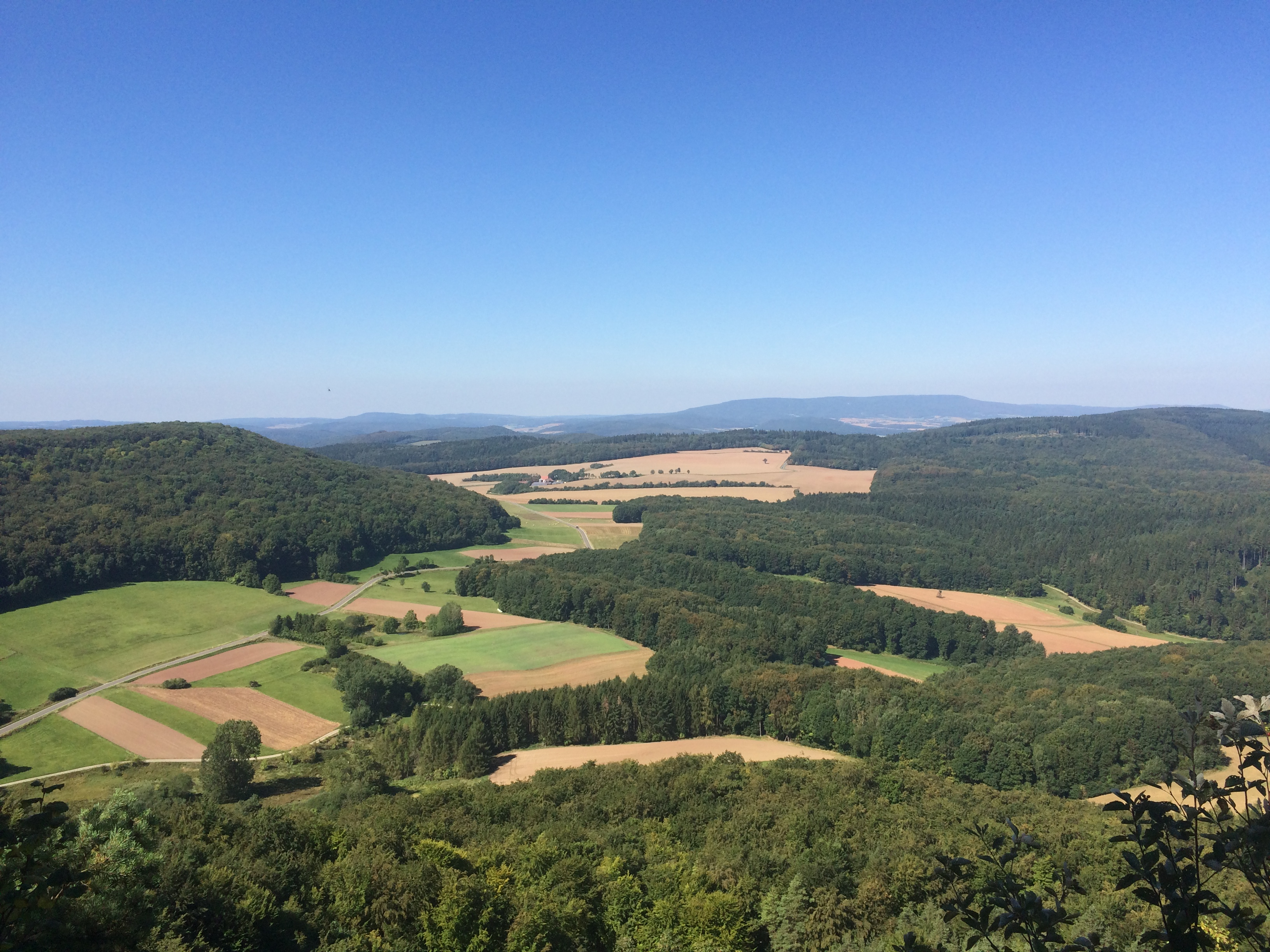
Blick vom Aussichtspunkt Rabenkuppe nach Westen zur Domäne Lautenbach und zum Hohen Meißner